# 披甲人
披甲人，是指清初时期投降满人或者是被俘虏的舊汉人和朝鲜人，以及其他东北各族统领部族的人。清制，內三旗旗人除了要擔任內廷供奉親近差使，專供驅使外，亦如外八旗旗人般有按丁披甲義務。罪藩家人編入管領後，一旦獲取披甲資格，待遇較高，收入亦較穩定。
清初满人南下，东北边防空虚，所以清政府会把犯罪和反叛之人流放宁古塔等地，而这些人被当地人称为流人。绝大多数的流人都是“给披甲人为奴”。